# عبد الصمد أوحاكي
عبد الصمد أوحاكي  (2 ماي 1988 المغرب) هو لاعب كرة قدم مغربي.

## روابط خارجية
- عبد الصمد أوحاكي على موقع قاعدة بيانات كرة القدم.إي يو (الإنجليزية)